# Stadionul Electrica
Stadionul Electrica este un stadion polivalent din Timișoara, România. În prezent, este folosit mai ales pentru meciurile de fotbal și este terenul gazdelor Electrica Timișoara și SSU Politehnica Timișoara. Stadionul are o capacitate de 5.000 de persoane și este situat în cartierul Fabric. A mai fost și terenul de acasă al Politehnica II Timișoara și Ripensia Timișoara.
În trecut, Stadionul UMT, care era amplasat la doar câțiva metri, era numit și Stadionul Electrica, fapt care a creat o oarecare confuzie în timp.

## References
1. ↑  „Dominic Fritz vrea ca primăria să cumpere Stadionul Electrica de la STPT”. gazetadinvest.ro. 27 martie 2025.
2. ↑  Deliu, Anda (21 mai 2020). „Stadionul Electrica din Timișoara e gata pentru fotbal. Renovarea tribunei s-a terminat după două luni de lucrări. Și gazonul arată mult mai bine”. ProSport.
3. ↑  „Stadionul „Electrica"”. ACS Poli Timișoara. Arhivat din original la 28 august 2019. Accesat în 14 februarie 2023.
4. ↑  Both, Ștefan (27 martie 2016). „Stadionul pe care Iolanda Balaș a început atletismul, dărâmat. Ruină și bălării, tot ce-a mai rămas dintr-o arenă legendară”. Adevărul.

## Vezi si
- Lista stadioanelor de fotbal din județul Timiș